# Первый капер
«Первый капер» — парусный гукор Балтийского флота Российской империи, участник Северной войны 1700—1721 годов.

## Описание судна
Один из двух парусных гукоров типа «Ватер-Фалк» (от нидерл. Water Falcon — Водяной Сокол). Длина судна между перпендикулярами по сведениям из различных источников составляла 19,86—19,9 метра, ширина без обшивки — 5,18—5,2 метра, а глубина интрюма 2,4—2,44 метра. Вооружение судна в разное время составляли от 12-ти до 14-ти орудий, а экипаж состоял из 60 человек.

## История службы
Гукор «Первый капер» был заложен в Санкт-Петербургском адмиралтействе 6 (17) апреля 1718 года и после спуска на воду 6 (17) сентября 1719 года вошёл в состав Балтийского флота России. Строительство вёл корабельный подмастерье И. Немцов.
Во время Северной войны 1700—1721 годов, в 1720 и 1721 годах принимал участие в крейсерских плаваниях в Финском заливе в составе эскадр и отрядов судов Балтийского флота. После назначения по расписанию командиром гукора подпоручика И. Г. Черевина в кампании больше не участвовал.
После войны с 1722 по 1724 год использовался для перевозки грузов между портами Финского залива.
В 1724 году под командованием капитана-поручика Г. Агазена также принимал участие в гидрографических работах по описи и промерам Финского залива, предназначавшихся для создания его подробной карты.
Гукор «Первый капер» был разобран после 1727 года.

## Командиры судна
Командирами гукора «Первый капер» в разное время служили:
- подпоручик И. Г. Черевин (1721 год)[1][6];
- капитан-поручик Г. Агазен (1724 год)[7].

### Комментарии
1. ↑  Второй гукор носил имя «Ватер-Фалк».
2. ↑  65 футов 2 дюйма.
3. ↑  17 футов.
4. ↑  8 футов.